# Block chord

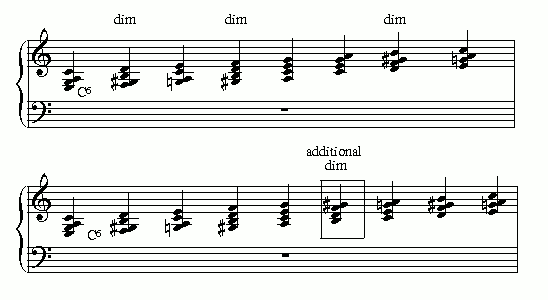
Block chord.

Le block chord (de l'anglais block : bloc, et chord : accord), aussi appelé chord melody, est une technique musicale utilisée notamment par les jazzmen à partir de la fin des années 1950. Elle consiste à construire un accord sous chaque note de la mélodie. Cette technique peut être utilisée par tous les instruments polyphoniques comme le piano, la guitare ou le vibraphone.
Par opposition aux accords en arpège, le block chord style est la manière de jouer l'accord, plaqué en une seule fois, sans détacher les notes de l'accord une à une.

## Selon l'instrument

### Piano
Au piano, les deux mains fonctionnent en parallèle, simultanément et ne font que plaquer des accords, au rythme de la mélodie. Le phrasé de la main gauche est donc calqué sur celui de la main droite d'où l'autre nom de cette technique : locked hands. Chaque main joue plusieurs notes simultanément (d'où des accords de 4 à 10 notes, la plupart du temps en « positions fermées » dans le registre medium de l'instrument). L'harmonie procède généralement par mouvements parallèles mais des solutions moins convenues peuvent être utilisées. Ainsi les shearing voicings (ou broken chord[évasif]) furent rendus populaires par George Shearing, bien qu'initiés par Phil Moore. Le block chord s'utilise fréquemment pour renforcer la mélodie, la faire ressortir, lorsque celle-ci est plutôt d'un style swing, par exemple pour évoquer les « riffs » d'une section de cuivres ou faire croître la tension lors d'un solo. La technique était utilisée majoritairement par les orchestres de jazz par exemple ceux de Duke Ellington ou de Count Basie.
Red Garland était un des premiers pianistes de jazz remarqué pour son utilisation du block chord. Il jouait un accompagnement de 7 ou 8 notes derrière la mélodie, souvent sur des accords fixes à la main gauche et une octave à la main droite, avec une ou deux notes à l'intérieur. D'excellents exemples sont enregistrés sur ses enregistrements avec le Miles Davis quintet. Bill Evans a aussi marqué les esprits pour ses passages en block chords avec l'orchestre de Miles Davis en 1958. On peut aussi citer Erroll Garner, Jimmy Jones (en), Bobby Timmons, Wynton Kelly, André Persiani...

### Guitare
À la guitare, la technique est développée sur les cordes centrales et plus souvent désignée par l'expression « chord melody » (i.e. « mélodie d'accords ») ou comping. Des guitaristes comme Johnny Smith, Jim Hall ou Joe Pass ont contribué à populariser cette technique à la guitare, technique dont John McLaughlin et Ron Eschete (de) sont deux des grands spécialistes.

## Voicings
(août 2011).

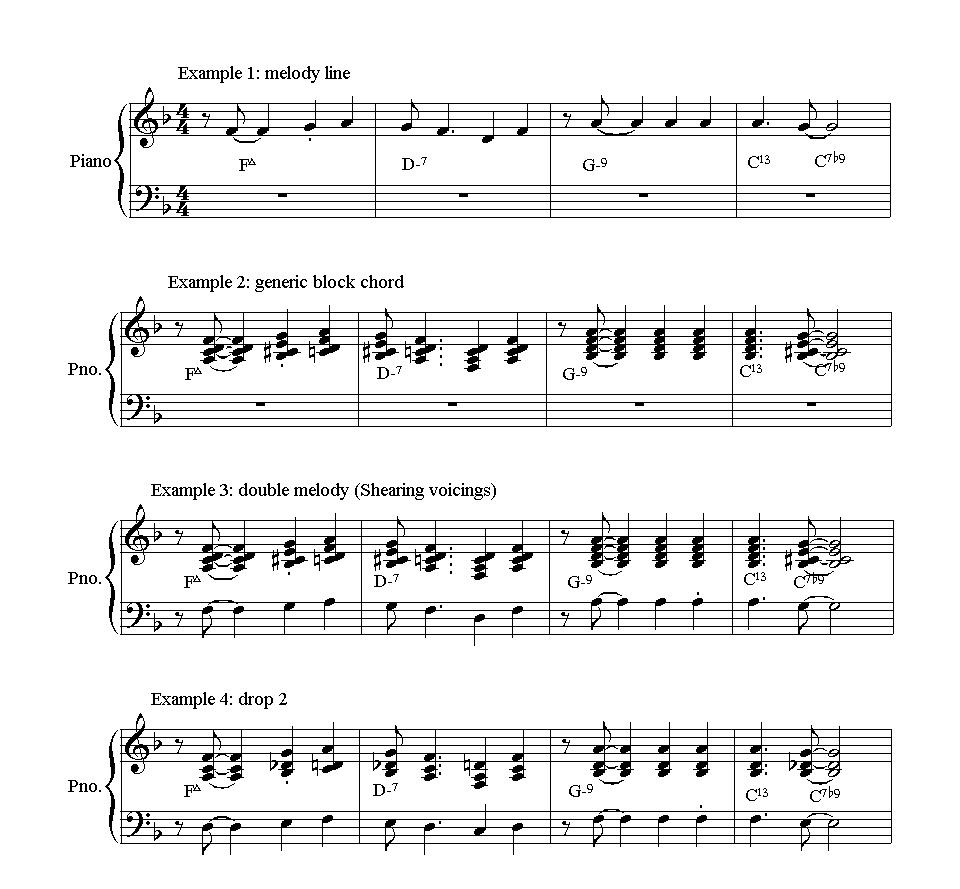
Exemple de voicing.

L'un des moyens d'harmoniser un morceau pour les pianistes de jazz est d'utiliser les block chords : les mains bougent en parallèle et jouent un accord sur chaque note de mélodie. C'est en réalité un dérivé d'une technique utilisée par les arrangeurs en jazz pour les vents dans les formations orchestrales[réf. nécessaire].
Il y a toute une variété de méthodes pour obtenir les block chords qui accompagneront la mélodie.
- Les block chord que l'on pourrait appeler « génériques », qui décrivent simplement les règles énoncées ci-dessus ;
- Le shearing voicing (en référence à George Shearing) avec l'ajout d'une cinquième voix qui souligne la mélodie, une octave plus bas ;
- Le dit drop 2 (en réalité pas vraiment du block chord, mais considéré comme tel), la deuxième voix en partant du haut est transposée une octave plus bas.

Si la note de mélodie fait partie de l'accord, les notes de l'accord sont alors aussi choisies pour former le block chord. Si elle n'en fait pas partie on peut utiliser un accord diminué par exemple (empilement de tierces mineures). Si la note de mélodie en question est considérée comme une note de passage, on peut choisir un accord diminué ou bien un accord augmenté ou diminué d'un demi-ton. L'accord peut aussi être converti avec une sixte, mais ce n'est pas une règle.